# Christian (Hessen-Wanfried-Rheinfels)
Christian von Hessen-Wanfried (* 17. Juli 1689 in Wanfried; † 21. Oktober 1755 in Eschwege) war ein Sohn von Landgraf Karl von Hessen-Wanfried (1649–1711) und dessen zweiter Ehefrau Alexandrine Juliane von Leiningen-Dagsburg (1651–1703). Er war von 1731 bis zu seinem Tod Landgraf von Hessen-Wanfried und von Hessen-Rheinfels.

## Frühes Leben
Als jüngerer Sohn aus zweiter Ehe in einer katholischen Nebenlinie des Hauses Hessen war Christian ursprünglich zum Kanonikus in Straßburg bestimmt.  Er kehrte jedoch 1710 als 21-Jähriger zurück und wechselte zum Militär. Er diente im Heer von Hessen-Kassel, zuletzt als Brigadier.

## Erbstreit
Nach dem Tod seines Vaters 1711 übernahm er die Landgrafschaft Hessen-Wanfried. Sein älterer Halbbruder Wilhelm erschien jedoch im gleichen Jahr in Wanfried, um seinen eigenen Anspruch auf das Erbe durchzusetzen. Der Streit musste vom Kaiser geschlichtet werden. Christian verzichtete auf die Landgrafschaft, erhielt aber das Residenzschloss in Eschwege, nachdem es durch Bezahlung einer Schuld beim Herzog von Braunschweig-Bevern 1713 ausgelöst worden war, sowie eine jährliche Apanage von 7500 Gulden. Christian renovierte und erweiterte das vernachlässigte Schloss und ließ eine katholische Kapelle einbauen. Er nannte sich seit Übernahme des Residenzschlosses in Eschwege Christian von Hessen-Eschwege; diese Titulierung behielt er auch bei, als er Landgrafschaft Hessen-Wanfried und Hessen-Rheinfels 1731 beerbte.

## Familie
Er war verlobt mit Maria Auguste, Tochter des Fürsten Anselm Franz von Thurn und Taxis, aber Kaiser Karl VI. veranlasste die Aufhebung des Verlöbnisses, damit die Braut aus politischen Gründen im Mai 1727 mit dem kaiserlichen Feldmarschall und Statthalter des Königreichs Serbien, Herzog Karl Alexander von Württemberg, vermählt werden konnte.  Christian trauerte seiner großen Liebe lange nach. Erst 42-jährig schloss er eine Ehe mit Maria Franziska, Tochter des Grafen Philipp Karl zu Hohenlohe-Bartenstein und Stieftochter seiner Schwester Sophie Leopoldine. Die Ehe blieb kinderlos.

## Landgraf
Nach dem Tod seines kinderlos verstorbenen Halbbruders Wilhelm 1731 folgte ihm Christian als Landgraf und bezog 1732 zunächst die Residenz Wanfried. Mit seinem Vetter Landgraf Ernst Leopold in Rotenburg regelte er in einen Vertrag 1732, dass sein Anteil der Rotenburger Quart von Rotenburg aus in einer Gesamtkanzlei verwaltet wurde. Seine Residenz verlegte er im Laufe der Zeit schrittweise zurück nach Eschwege, wo er 1735 auch den fürstlichen Marstall bauen ließ. Die Besatzungsrechte der Burg Rheinfels trat er 1735 endgültig an Hessen-Kassel ab.
Christian wird als „annehmlich durch Gestalt und geistige Bildung“ beschrieben und war in Eschwege, wo er meist wohnte, wie auch in Wanfried sehr beliebt.  Obwohl er in den späteren Jahren seines Lebens meist in Eschwege wohnte, besuchte er Wanfried häufig und unterstützte die dortigen Handwerker, wie auch die in Eschwege, durch Auftragsarbeiten für sich und seine Hofhaltung.

## Tod
Christian starb an einem Schlaganfall auf der Treppe der Kirche in Eschwege am 21. Oktober 1755. Sein Leichnam wurde in der Familiengruft auf dem Hülfensberg beigesetzt, wo er für die Errichtung der  Bonifatiuskapelle gesorgt hatte. Mit seinem Tod endete die Nebenlinie Hessen-Wanfried nach 88 Jahren. Seine Witwe zog nach Frankfurt, wo sie am 11. Dezember 1757 starb. Der Landesteil Hessen-Wanfried fiel gemäß Hausvertrag an die Linie Hessen-Rotenburg zurück.

## Titulierung
In den Quellen wird Christian von Hessen-Wanfried nach 1711 als Landgraf von Hessen-Eschwege tituliert.